# !!Destroy-Oh Boy!!
¡Destruye-Oh-Boy! es el álbum debut de la banda estadounidense de garage punk New Bomb Turks. Fue lanzado en 1993 por Crypt Records.

## Producción
¡Destruye-Oh-Boy! Fue grabado en Coyote Studios en Brooklyn, Nueva York. Todas las canciones del álbum están acreditadas a New Bomb Turks con la excepción de la canción "Mr. Suit", una versión de la canción de la banda británica de punk rock Wire de su álbum debut Pink Flag (1977).
Matt Reber, el bajista de la banda, recordó que "no creía que a nadie le gustara" el álbum. El vocalista Eric Davidson dijo que "pensó, con seguridad, que estaría apilado en la parte trasera de Used Kids Records en Columbus y que los pondrían en los contenedores de dólares, cada dos meses". 

## Recepción
A pesar de las nociones de la banda, Destroy-Oh-Boy! fue lanzado con lo que AllMusic declaró "críticas universalmente excelentes".  Al revisar el álbum en 1993, el crítico de Spin, Chuck Eddy, elogió a New Bomb Turks como "la única banda que se me ocurre últimamente que incluso intenta tocar [punk rock] como el rock'n'roll que debía ser, y eso cuenta para algo".  El mismo año, Alternative Press concluyó que "de repente, no sólo tanto la agresión punk como el destructo-rock contra la amenaza proletaria han encontrado voces nuevas, sino que se han fusionado en un nuevo terror propio y sin fisuras".  Mark Deming de AllMusic, en una reseña retrospectiva, llamada Destroy-Oh-Boy! "El tipo de álbum lanzallamas que podría hacer que el cínico más hastiado vuelva a creer en los poderes curativos del punk rock".

## Listado de pistas
Todas las letras escritas por Eric Davidson, except where noted, toda la música compuesta por The New Bomb Turks. 
| N.º | Título                                                                 | Duración |  |
| 1.  | «Born Toulouse-Lautrec»                                                | 2:33     |  |
| 2.  | «Tail Crush»                                                           | 2:34     |  |
| 3.  | «Up for a Downslide»                                                   | 2:26     |  |
| 4.  | «Tattooed Apathetic Boys»                                              | 2:24     |  |
| 5.  | «Dragstrip Riot»                                                       | 3:35     |  |
| 6.  | «We Give a Rat's Ass»                                                  | 1:01     |  |
| 7.  | «Runnin' on Go»                                                        | 2:11     |  |
| 8.  | «Long Gone Sister»                                                     | 1:46     |  |
| 9.  | «Mr. Suit» (Robert Gotobed, Graham Lewis, Colin Newman, Bruce Gilbert) | 2:57     |  |
| 10. | «Sucker Punch»                                                         | 3:30     |  |
| 11. | «I Want My Baby...Dead?!»                                              | 1:37     |  |
| 12. | «I'm Weak»                                                             | 3:26     |  |
| 13. | «Tryin' to Get By»                                                     | 2:06     |  |
| 14. | «Cryin' into the Beer of a Drunk Man»                                  | 2:03     |  |

La versión LP incluye "Spinnin' Clock" después de "Tattooed Apathetic Boys"; "Cryin' into the Beer of a Drunk Man" se omite en el LP, pero aparece como cara B en el sencillo de 7" "Dragstrip Riot". También un sencillo de 7" (vinilo rojo) de "I'm Weak". fue lanzado con una versión de la cara B de "Summer Romance" de los Rolling Stones en Get Hip Records en 1993. Una versión del álbum también incluye las canciones "Let's Dress Up the Naked Truth" y "Hapless Attempt".

## Personal

### Nuevas bombas turcas
- Eric Davidson – voz
- Jim Weber – guitarra
- Matt Reber - bajo
- Bill Randt - batería

### Producción
- Mike Mariconda – productor
- Alberto Caiati - ingeniero